# Млинці Сюзетт
Млинці Сюзетт (фр. Crêpes Suzette) — французький десерт, що складається з млинців (крепів) з соусом з карамелізованого цукру та олії, мандаринового або апельсинового соку, цедри які поливають зверху лікером Grand Marnier, трипл-сек або апельсиновим кюрасао, а потім фламбують.

## Історія
Походження страви та її назва суперечливі. Одне з тверджень полягає в тому, що десерт було створено внаслідок помилки чотирнадцятирічного помічника Анрі Шарпантье в 1895 році в ресторані Maitre у Café de Paris у Монте-Карло. Він готував десерт для принца Вельського, майбутнього короля Едуарда VII, серед гостей якого була красива французька дівчина, на ім'я Сюзетт. Ця історія була розказана самим Шарпантьє в його автобіографії «Життя а ля Анрі», хоча пізніше вона була спростована гастрономічною енциклопедією Larousse Gastronomique.
Страва спалахнула зовсім випадково, коли я працював біля плити. Я думав, вона зіпсоване. Принц та його друзі чекали. Як я міг почати все спочатку? Я скуштував. Я подумав, що це була найчудовіша суміш солодких смаків, яку я коли-небудь куштував. Я досі так вважаю. Цей випадок із полум'ям був саме тим, що було необхідно, щоб об'єднати всі ці різні інструменти в єдину гармонію смаку… Він з'їв млинці виделкою; але він використав ложку, щоб зібрати сироп, що залишився. Він спитав мене, як називається те, що він їв із таким задоволенням. Я сказав йому, що воно називатиметься Crêpes Princesse. … Дама піднялася на ноги і, притримуючи руками свою маленьку спідницю, зробила йому реверанс. «Не могли б ви, — сказав Його Величність, — поміняти Crêpes Princesse на Crêpes Suzette?» Так народився цей кондитерський виріб, один смак якого, як я дійсно вірю, перетворить канібала на цивілізованого джентльмена. Наступного дня я отримав подарунок від принца, прикрашену коштовним камінням каблучку, панамський капелюх і тростину».
Однак різні джерела (наприклад, Larousse Gastronomique) сумніваються, що принцу прислужував Шарпантьє, а не метрдотель, тому що він був надто молодий. Менш фантастична версія випливає з інтерв'ю Елсі Лі з ним у 1950-х роках. Там Шарпантье докладно пояснив, що «його складна версія почалася зі страви з млинців із фруктовим соусом, які його названа мати готувала з особливих нагод». На той час шеф-кухарі в Парижі часто додавали лікер.
В іншому твердженні йдеться про те, що страва була названа на честь французької актриси Сюзанни Райхенберг (1853—1924), яка професійно працювала під ім'ям Сюзетт. У 1897 році Райхенберг з'явилася в Комеді Франсез у ролі покоївки в постанові, під час якої вона подавала млинці на сцені. Млинці надав мосьє Жозеф, власник ресторану Marivaux. Він вирішив підсмажити тонкі млинці, щоб привернути увагу публіки та підігріти їжу для акторів. Згодом Джозеф був директором ресторану Paillard у Парижі, а потім працював у готелі Savoy у Лондоні.
В 1896 швейцарсько-американський ресторатор Оскар Чіркі опублікував рецепт «Млинці в стилі казино», в якому все було готове, крім фінального фламбе.
Ескоф'є описав млинці Сюзетт в англійській версії свого Guide Culinaire в 1907 році (французьке видання — 1903) так само, також без фінального фламбе.
До 1898 ця страва вже була фірмовою стравою французького ресторану Marie's.